# Tom Hopper
Thomas Edward Hopper, detto Tom (Coalville, 28 gennaio 1985), è un attore britannico, noto principalmente per i ruoli di Billy Bones (Black Sails) e Luther (The Umbrella Academy).

## Biografia
Nasce nella cittadina di Coalville della contea del Leicestershire ma inizia ad interessarsi alla recitazione quando frequenta la Ashby school a Ashby-de-la-Zouch dove , nel 2001, prende parte al musical Return to the forbidden planet, prodotto direttamente dalla scuola.
Successivamente studia recitazione al Rose Buford College, dove si laurea nel 2006.
Nel 2009 inizia a frequentare l'attrice Laura Higgins, che sposa nel 2014 e con la quale ha un figlio, Freddie Douglas nato nel 2015, e una figlia nata nel 2018, Truly Rose.

## Carriera
È stato scritturato per As You Like It al Watford Palace Theatre; successivamente è apparso in vari show televisivi e film tra cui Saxon, Casualty, Kingdom e Doctors.
Nel 2009 Hopper interpreta Marcus nella commedia-horror Tormented , film incentrato su un adolescente tormentato dai bulli che torna dalla morte per vendicarsi sui suoi compagni di classe.
Nel 2010, appare in un episodio di Doctor Who. Nello stesso anno ottiene la parte di Sir Percival nella serie fantasy Merlin, unendosi alla serie a partire dalla terza stagione ed apparendo regolarmente nelle due successive. Terminata la serie tv britannica, Hopper viene scelto come protagonista per il film Cold, scritto e diretto dal co-protagonista di Merlin Eoin Macken, mentre l'anno seguente ottiene un altro ruolo da protagonista interpretando Asbjörn in I vichinghi. Hopper diventa il primo attore ad essere scritturato per la serie trasmessa dal canale Starz, Black Sails; la serie narra i fatti avvenuti vent'anni prima gli eventi raccontati nel romanzo L'isola del tesoro di Robert Louis Stevenson dove Hopper interpreta il pirata Billy Bones. Hopper ha scelto deliberatamente di interpretare Bones vedendolo come una "persona altruista, che si prende cura del suo equipaggio", credendo che il personaggio sarebbe cambiato radicalmente nel periodo di tempo che trascorre tra le vicende della serie e quelle del romanzo.
Nel 2016, Hopper è protagonista nel thriller Kill Ratio e appare in un episodio di Barbarians - Roma sotto attacco. L'anno seguente si unisce al cast della  settima stagione della serie HBO Il Trono di Spade in cui interpreta Dickon Tarly, sostituendo Freddie Stroma che aveva interpretato il personaggio nella precedente stagione. Nel 2019 viene scelto per il ruolo di Luther Hargreeves nella trasposizione televisiva del fumetto The Umbrella Academy.
Nel 2021 ottiene il ruolo del diabolico agente Albert Wesker nel film reboot Resident Evil: Welcome to Raccoon City, basato alla serie di videogiochi della Capcom, diretto da Johannes Roberts.

## Filmografia

### Cinema
- Saxon, regia di Greg Loftin (2007)
- Tormented, regia di Joe Wright (2009)
- Cold, regia di Eoin Macken (2013)
- Knights of Badassdom, regia di Joe Lynch (2013)
- I vichinghi (Northmen: A Viking Saga), regia di Claudio Fäh (2014)
- Kill Ratio, regia di Paul Tanter (2016)
- Come ti divento bella! (I Feel Pretty), regia di Abby Kohn e Marc Silverstein (2018)
- Terminator - Destino oscuro (Terminator: Dark Fate), regia di Tim Miller (2019)
- SAS - L'ascesa del Cigno Nero (SAS: Red Notice), regia di Magnus Martens (2021)
- Come ti ammazzo il bodyguard 2 - La moglie del sicario (Hitman's Wife's Bodyguard), regia di Patrick Hughes (2021)
- Resident Evil: Welcome to Raccoon City, regia di Johannes Roberts (2021)
- Space Cadet, regia di Liz W. Garcia (2024)

### Televisione
- Casualty – serie TV, 1 episodio (2007)
- Kingdom – serie TV, 1 episodio (2008)
- Doctors – serial TV, 1 episodio (2008)
- Doctor Who – serie TV, 1 episodio (2010)
- Merlin – serie TV, 26 episodi (2010-2012)
- Good Cop – miniserie TV, 3 puntate (2012)
- Black Sails – serie TV, 34 episodi (2014-2017)
- Barbarians - Roma sotto attacco (Barbarians Rising) – miniserie TV, 2 episodi (2016)
- Il Trono di Spade (Game of Thrones) – serie TV, 4 episodi (2017)
- The Umbrella Academy – serie TV (2019-2024)
- Love in the Villa - Innamorarsi a Verona (Love in the Villa) – film TV (2022)

## Doppiatori italiani
Nelle versioni in italiano nelle opere in cui ha recitato, Tom Hopper è stato doppiato da:
- Marco Vivio in Merlin, I vichinghi, Barbarians - Roma sotto attacco, Come ti divento bella!, Resident Evil: Welcome to Raccoon City, Love in the Villa - Innamorarsi a Verona
- Gianfranco Miranda in The Umbrella Academy, SAS: L'ascesa del Cigno Nero
- Edoardo Stoppacciaro in Black Sails, Space Cadet
- Matteo Liofredi ne Il Trono di Spade
- Andrea Mete in Terminator - Destino oscuro
- Lorenzo Scattorin in Come ti ammazzo il bodyguard 2 - La moglie del sicario